# Taishi Nishioka
Taishi Nishioka (西岡 大志 Nishioka Taishi?), född 28 juli 1994 i Miyazaki prefektur, är en japansk fotbollsspelare.
Nishioka började sin karriär 2017 i FC Ryukyu. Han spelade 71 ligamatcher för klubben. 2020 flyttade han till Ehime FC.